# فورد موديل 91
فورد موديل 91 (بالإنجليزية: Ford Model 91)‏ هي سيارة أنتجت في 1939. قديمك نديمك 